# Liasis olivaceus
Liasis olivaceus es una especie de serpientes de la familia Pareidae.

## Distribución geográfica
Es endémica del norte de Australia.

## Subespecies
Se reconocen las siguientes subespecies:
- L. olivaceus olivaceus Gray, 1842
- L. olivaceus barroni Smith, 1981